# Meta stridulans
Meta stridulans är en spindelart som beskrevs av Jörg Wunderlich 1987. Meta stridulans ingår i släktet Meta och familjen käkspindlar.
Artens utbredningsområde är Madeira. Inga underarter finns listade i Catalogue of Life.